# 1863 en Suisse
Chronologie de la Suisse
- 1859
- 1860
- 1861
- 1862
- 1863
- 1864
- 1865
- 1866
- 1867

Cette page concerne l'année 1863 du calendrier grégorien en Suisse.

## Gouvernement au1erjanvier 1863
- Conseil Fédéral[1] :
  - Constant Fornerod (PRD), président de la Confédération
  - Jakob Dubs (PRD), vice-président de la Confédération
  - Jakob Stämpfli (PRD)
  - Melchior Josef Martin Knüsel (PRD)
  - Friedrich Frey-Herosé (PRD)
  - Giovanni Battista Pioda (PRD)
  - Wilhelm Matthias Naeff (PRD)

## Évènements

### Janvier
Vendredi 9 janvier 
- Décès à Saint-Gall, à l’âge de 69 ans, du trompettiste et compositeur Ferdinand Fürchtegott Huber.

 Mercredi 28 janvier 
- En hommage au général Henri Dufour, le Conseil fédéral nomme Pointe Dufour le plus haut sommet de Suisse, situé dans le massif du Mont Rose.

### Février
Lundi 2 février 
- Décès à Montreux (VD), à l’âge de 46 ans, du médecin Johann Jakob Guggenbühl, spécialiste du crétinisme.

 Jeudi 5 février 
- Décès à Genève, à l’âge de 87 ans, de Jean-Gabriel Eynard, pionnier de la daguerréotypie.

9 février
- Naissance à Berne d'Ernst Kreidolf, peintre et illustrateurs de livres pour enfants († en 1956).

### Mars
Vendredi 20 mars 
- Décès à Neuchâtel, à l’âge de 55 ans, de Henri-Florian Calame, politicien, poète et rédacteur du Neuchâtelois.

 Dimanche 22 mars 
- Adoption, par le demi-canton de Bâle-Campagne, d’une nouvelle Constitution comprenant les droits de lancer des initiatives et des referendums constitutionnels, ainsi que l'élection du Conseil d’Etat par le peuple.

### Avril
Dimanche 19 avril 
- Fondation, à Olten (SO), du Club alpin suisse (CAS).

 Mercredi 29 avril 
- Décès à Neuchâtel, à l’âge de 68 ans, de Jaques-Louis Borel, ancien médecin du roi et médecin-chef cantonal.

### Juin
Jeudi 4 juin 
- Décès à Sion (VS), à l’âge de 87 ans, du médecin et secrétaire d’Etat Etienne-Bonaventure Bonvin.

 Jeudi 11 juin 
- Décès à Bâle, à l’âge de 52 ans, de l’architecte Christoph Riggenbach.

### Juillet
Dimanche 12 juillet 
- Début du Tir fédéral à La Chaux-de-Fonds (NE).

### Août
Samedi 8 août 
- Ouverture de la Fête fédérale de gymnastique à Schaffhouse.

 Samedi 15 août 
- Ouverture de la Fête fédérale des officiers à Sion (VS).

### Septembre
Jeudi 10 septembre 
- Décès à Kerns (OW), à l’âge de 93 ans, du sculpteur Franz Abart.

### Octobre
Jeudi 8 octobre 
- Décès à Thoune (BE), à l’âge de 76 ans, de Carl Friedrich Ludwig Lohner, historien et collectionneur de monnaies.

 Lundi 26 octobre 
- Ouverture de la Conférence internationale réunie à Genève pour étudier les moyens de pourvoir à l'insuffisance du service sanitaire dans les armées en campagne.

### Novembre
Mardi 10 novembre 
- Décès à Bienne, à l’âge de 58 ans, de l’historien Cäsar Adolf Blösch.

### Décembre
Mardi 1er décembre 
- Mise en place d’un réseau d’observations météorologiques sous l’égide de la Commission de météorologie de la Société helvétique des sciences naturelles.

 Samedi 12 décembre 
- Élection au Conseil fédéral de Karl Schenk (PRD, BE).

 Dimanche 27 décembre 
- Décès à Porrentruy (JU), à l’âge de 48 ans, de l’historien Joseph Trouillat.

 Dimanche 13 décembre 
- Décès à Menzingen (ZG), à l’âge de 41 ans, de Maria Bernarda Heimgartner, supérieure des Sœurs enseignantes de la Sainte-Croix.